# هانکو (چین)
هانکو (به لاتین: Hankou) یک شهر در جمهوری خلق چین است.